# Boutteville
Boutteville település Franciaországban, Manche megyében. Lakosainak száma 59 fő (2022. január 1.). Boutteville Turqueville, Blosville, Sainte-Marie-du-Mont és Sébeville községekkel határos.

## Népesség
A település népességének változása:
| Lakosok száma | 72   | 64   | 51   | 56   | 57   | 67   | 73   | 74   | 69   | 59   |
|               | 1968 | 1982 | 1990 | 2006 | 2013 | 2015 | 2017 | 2019 | 2020 | 2022 |